# Gmina Kalix
Gmina Kalix (szw. Kalix kommun) – gmina w Szwecji, w regionie Norrbotten, siedzibą jej władz jest Kalix.
Pod względem zaludnienia Kalix jest 132. gminą w Szwecji. Zamieszkuje ją 17 653 osób, z czego 49,14% to kobiety (8675) i 50,86% to mężczyźni (8978). W gminie zameldowanych jest 753 cudzoziemców. Na każdy kilometr kwadratowy przypada 9,81 mieszkańca. Pod względem wielkości gmina zajmuje 48. miejsce.